# Súbete a mi moto
Súbete a mi moto -originalmente Sube a mi motora- es una canción del grupo Menudo, lanzada por primera vez con el álbum Quiero ser en 1981. Se convirtió en posiblemente la canción más popular del álbum, superando las listas en Puerto Rico, México y Venezuela. Inicialmente, la canción fue entonada por el Menudo René Farrait.
El título original Sube a mi motora creó cierta controversia en México, ya que en este país "motora" es el término utilizado habitualmente para las drogas ilegales. Por eso, el nombre de la canción tuvo que ser cambiado para el público mexicano al actual Súbete a mi moto. En Puerto Rico, la versión más popular fue Sube a mi motora debido a que en ese país sucede exactamente lo contrario que en México: el término "moto" significa "drogas ilegales"; "motear" significa "hacer drogas".
La versión mexicana también fue conocida en toda América Latina, y se utilizó en 1983 para la película de Menudo, Una aventura llamada Menudo, donde 
Charlie Massó sustituye a René, quien cantaba la canción anteriormente.
Súbete a mi moto suele ser la última canción interpretada en los conciertos de éste, durante la era en que la canción fue un éxito, y luego cuando él y otros ex-Menudo como Ricky Melendez, Johnny Lozada, Miguel Cancel, Charlie y Ray Reyes se reunieron en 1998 bajo el nombre de El Reencuentro. 
A mediados de los años 1980, la canción se publicó en portugués como Suba na minha moto y fue un gran éxito, pero el mayor éxito del grupo en el país fue Não se reprima.

## Versiones
En 2002, el grupo venezolano Boom hizo una nueva versión de este tema para la telenovela de TV Azteca, Súbete a mi moto.